# Gangli sentinella

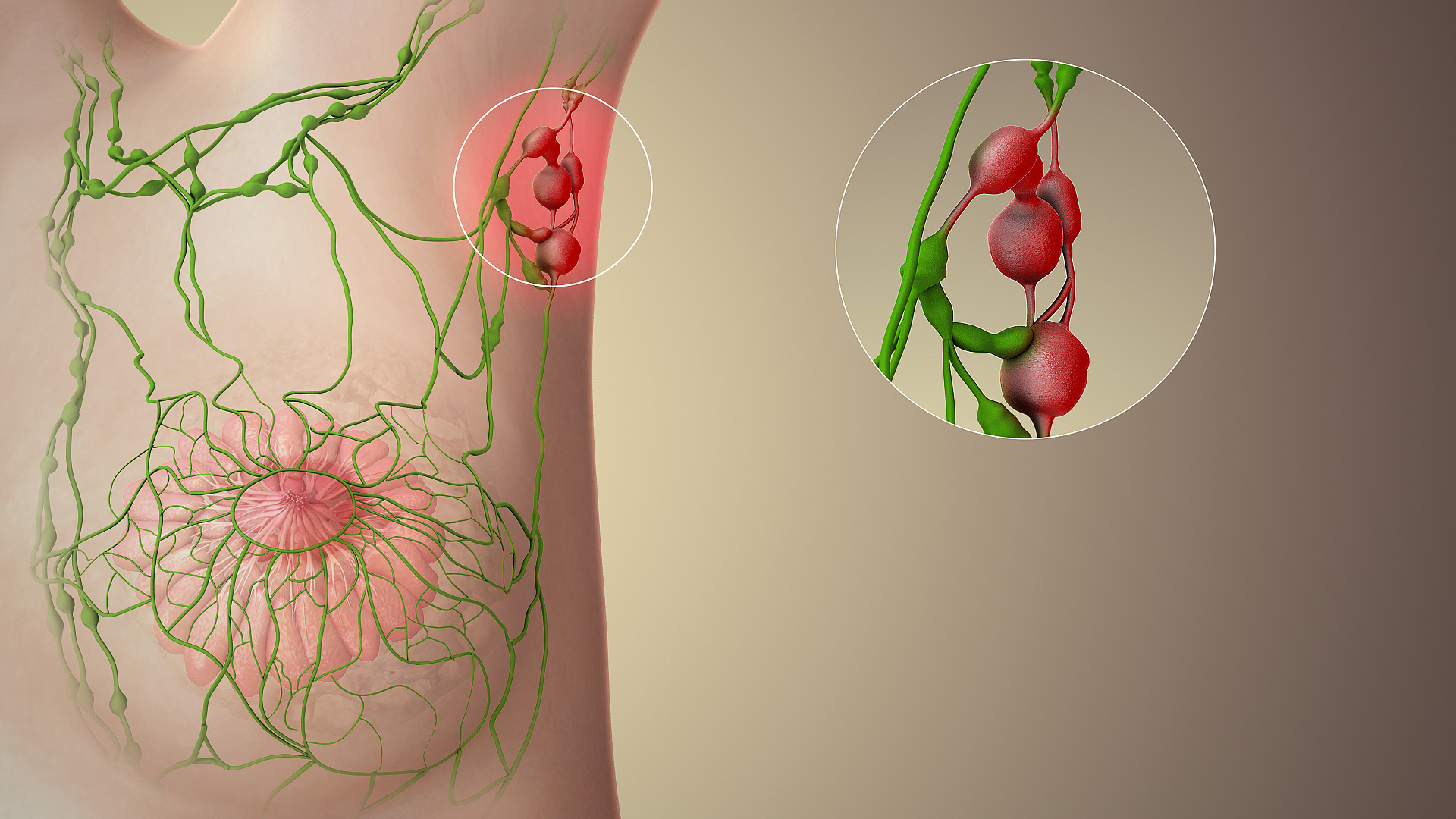
Imatge que il·lustra ganglis limfàtics sentinella. Als ganglis limfàtics axil·lars drenen el 75% de la limfa dels pits i, per tant, poden ser els primers ganglis afectats en el càncer de mama.

El gangli limfàtic sentinella o, senzillament, gangli sentinella és l'hipotètic primer gangli limfàtic o grup de ganglis a on drena un càncer. En cas de disseminació cancerosa establerta, es postula que el(s) gangli(s) sentinella(s) és/són els òrgans diana principalment assolits per metàstasi de les cèl·lules canceroses del tumor.
El procediment del gangli sentinella és la identificació, exèresi i anàlisi dels ganglis limfàtics sentinella d'un tumor concret.

## Procediment del gangli sentinella

### Avantatges clínics
Disminueix les exèresis de ganglis limfàtics quan no és necessari, reduint així el risc de limfedema, una complicació habitual en l'eliminació dels ganglis regionals. Una major atenció en el(s) gangli (s) identificat(s) que probablement contenen metàstasi també és més probable que detecti micro-metàstasis i doni lloc a canvis en l'estadiatge i, conseqüentment, en el tractament.

### Utilització
Els seus usos principals són en la cirurgia del càncer de mama i en el melanoma maligne, tot i que s'ha utilitzat en altres tipus de càncers (de còlon) amb un cert èxit. Altres càncers investigats amb aquesta tècnica són el càncer de penis, el càncer de bufeta urinària, càncer prostàtic, càncer testicular i el carcinoma de cèl·lules renals.

## Història
El concepte de gangli sentinella va ser descrit per primera vegada per Gould et al. el 1960 en un pacient amb càncer de la glàndula paròtide i va ser implementat clínicament a gran escala per Cabanas en el càncer de penis.